# ダイコク電機
ダイコク電機株式会社（ダイコクでんき、英: DAIKOKU DENKI CO.,LTD.）は、日本の愛知県名古屋市中村区に本社を置く電子機器メーカー。円谷フィールズホールディングス株式会社の持分法適用関連会社。

## 概要
パチンコ・パチスロ（以下、遊技機）ホール向けの関連機器の専業メーカーであり、特にホールコンピュータに関しては業界シェアの約4割を占めるNo.1企業である。また遊技台のデータをリアルタイムに閲覧できる「データロボ」システムや、いわゆる出玉の貯玉管理用のカードシステム「ロボカード」なども手がけている。
パチンコ関連のテレビ番組の制作にも積極的で、かつて地上波で放送されていた『パチンコNOWTV』のメインスポンサーであったほか、スカパー!では遊技機専門チャンネル「パチ・スロ サイトセブンTV」も運営している。
同社では他の遊技機メーカーから遊技機のハードウェアおよびソフトウェアの開発を受託する「制御システム事業」を行っており、かねてから『CR弾球黙示録カイジ』（高尾）・『CR銀河鉄道999』（豊丸産業）・『CRAミニミニモンスター』（竹屋）などのパチンコ機開発を手がけてきた。
2009年8月には、子会社であるDAXELを通じて本格的にパチスロ機市場にも参入する方針を明らかにした。
上記に並行して、パチンコホール運営を支援する情報システムネットワークMIRAIGATE（ミライゲート）を軸とした「情報システム事業」に注力している。1990年に、パチンコホール向け会員制情報提供サービスDK-SISを開始。同社サーバーと会員企業のホールコンピュータ間に情報ネットワークを構築し、遊技台情報や機種ごとの営業データ、遊技台活用法、業界情報などパチンコホール経営分析に関連する情報を提供している。
2012年時点で、DK-SIS会員3,591店舗、DK-SISが管理する遊技台120万台強と、市場遊技台シェアの4分の1超を占めるまでに至った。合わせて2004年より、会員店舗から収集、分析した情報をもとに、遊技業界の動向について業界の実状と今後の動向予測を掲載した『DK-SIS白書』を毎年発刊している。
創業者が「社内活性化を図るため、創業家出身者の一世代での社長就任は12年を上限とする」との考えを残し、それが同社の原則として守り続けられている。

## 沿革
- 1965年 - 大阪市に電気設備の製造販売を目的として、ダイコク産業を創業[注 1]。
- 1973年 - 名古屋市にパチンコ業界向け電機器具販売に特化したダイコク電機株式会社を、 春日井市に製造部門に特化したミタカ電機株式会社を、それぞれダイコク産業から分社化して設立[11]。
- 1974年 - 同社初のホールコンピュータを発売。
- 1975年 - 創ミタカ電機を吸収合併[12]。
- 1990年 - 国際花と緑の博覧会において「名画の庭」を出展。
- 1991年 - データロボ発売開始。
- 1993年 - ロボカード発行開始。
- 2002年 - 東京証券取引所・名古屋証券取引所第2部に上場[1]。
- 2004年 - 東京証券取引所・名古屋証券取引所第1部に指定替えとなる[1]。
- 2006年 - ゲームソフトメーカーの元気並びに元気モバイル（現・And Joy）を子会社化[1]。
- 2012年
  - 子会社のDIXEO株式会社を吸収合併[13]。
  - 元気モバイル株式会社（現・株式会社And Joy）がグループより離脱[14]。
- 2013年 - ダイコク産業株式会社（現・ダイコク電機コミュニケーションPLUS株式会社）を設立[1]。
- 2014年 - 遊技業界関連企業として初めて日本経済団体連合会（経団連）に入会[15]。
- 2015年 - アロフト株式会社を設立[1]。
- 2022年 - 株式会社グローバルワイズを子会社化[1]。
- 2023年 - 子会社のアロフト株式会社が株式会社ライリィを子会社化[16]。
- 2024年
  - 西本産業株式会社を子会社化[17]。
  - 株式会社Staddおよび株式会社ログオンシステムを子会社化[18]。
  - 株式会社七葉の第三者割当増資を引き受け、発行済株式数のうち34%を取得[19]。
  - 株式会社うかいより箱根ガラスの森の固定資産を取得[20]。
- 2025年 - 株式会社うかいより箱根ガラスの森の運営事業を子会社の株式会社箱根ガラスの森リゾートを通じて取得（予定）[20]。

## 事業所
- 本社（愛知県名古屋市中村区）
- 坂下事業所・中部支店（愛知県春日井市）
- 春日井事業所（愛知県春日井市）
- 東日本支店（東京都台東区）
- 西日本支店（大阪府大阪市北区）
- 九州支店（福岡県福岡市博多区）
- 外神田OSオフィス（東京都千代田区）
- 営業所（札幌、盛岡、仙台、茨城、北関東、新潟、静岡、金沢、松本、岡山、高松、広島、宮崎）

## 関連会社

### DAXEL株式会社
2006年設立のパチスロメーカー。2013年の新型筐体導入以降は、アニメ作品とのタイアップ機種（アニスロ）に特化した展開を行っている。2023年4月1日より、廃業した西陣のパチスロ機のメンテナンス業務を担当している。
機種一覧
| 機種名                                            | 発売年月   | 備考                                   |
| ------------------------------------------------- | ---------- | -------------------------------------- |
| 剣豪                                              | 2009年11月 |                                        |
| 幕末維新 龍馬烈伝                                 | 2011年2月  |                                        |
| BASTARD!!                                         | 2012年11月 |                                        |
| まじかるすいーと プリズム・ナナ                   | 2013年5月  |                                        |
| ささみさん@がんばらないすろっと                   | 2014年9月  | 1ライン機                              |
| まじかるすいーと プリズム・ナナ エース            | 2015年3月  |                                        |
| パチスロ百花繚乱サムライガールズ                  | 2015年10月 |                                        |
| 探偵歌劇 ミルキィホームズTD 消えた7と奇跡の歌     | 2016年4月  | これより5.5号機                        |
| パチスロウィッチクラフトワークス                  | 2016年11月 |                                        |
| パチスロそらのおとしものフォルテ                  | 2017年7月  |                                        |
| パチスロ結城友奈は勇者である                      | 2017年7月  |                                        |
| パチスロミクちゃんとイドムンのミラクルチャレンジ  | 2021年12月 | 6号機・PB機 ※、ネット製筐体            |
| HYPER A-30 BLUE FALCON                            | 2022年1月  | 6号機・玉越向けPB機、ネット製筐体      |
| パチスロミクちゃんとイドムンのミラクルチャレンジ2 | 2023年12月 | 6.5号機・PB機 ※                        |
| 推しスロ アイドルVer.                             | 2023年12月 | 6.5号機・タツミコーポレーション 専用機 |
| パチスロ ブラックミクちゃん                       | 2024年3月  | 6号機・タツミコーポレーション専用機    |
| スマスロようこそ実力至上主義の教室へ              | 2025年5月  | スマスロ                               |

※ - タツミコーポレーション（ミクちゃんガイア）・アサヒディード（イルサローネ）専用機

### その他の関連会社
- 元気株式会社
- ダイコク電機コミュニケーションPLUS株式会社（2024年4月1日、ダイコク産業株式会社[注 2]より商号を変更[26]）
- アロフト株式会社
- 株式会社グローバルワイズ
- 西本産業株式会社
- 株式会社Stadd
- 株式会社ログオンシステム
- 株式会社箱根ガラスの森リゾート

## 番組スポンサー
- 東海テレニュース（東海テレビ、水曜日）
- CBCニュースワイド（中部日本放送、土曜日）
- 開運!なんでも鑑定団（テレビ愛知）
- 木曜洋画劇場（テレビ東京）※ナショナルセールス